# Pierre Boya
Pierre Boya (n. 16 ianuarie 1984) este un jucător camerunez de fotbal, în prezent legitimat la clubul francez Grenoble Foot 38, transferându-se în Ligue 1 de la Rapid București.